# Bergum (Adelsgeschlecht)
Die Herren van Bergum sind ein deutsch-niederländisches Adels- und Patriziergeschlecht. 

## Geschichte
Die Herren van Bergum nannten sich nach Bergum, niederländisch Burgum (Tytsjerksteradiel), das urkundlich seit 1083 bekannt ist. Seit Mitte des 12. Jahrhunderts größte Grundbesitzer im Ort, wurden die van Bergum im Lauf des 15. Jahrhunderts von der friesischen Häuptlingsfamilie Manninga, als Herren des Ortes und größte Grundbesitzer abgelöst. Ein Teil der Familie wanderte nach Haarlem bei Amsterdam aus, wo sie sich als führende Patrizier der Stadt etablierten. Ein Teil der van Bergum zog nach Leeuwarden wo ihnen ab 1607 mit Daniel Johannes van Bergum der Aufstieg in den Geldadel Hollands gelang.
Bergum liegt heute in der niederländischen Provinz Friesland unweit der Stadt Leeuwarden und beherbergte im Mittelalter ein Kloster, das im 12. Jahrhundert gegründet, zeitweilig als Doppelstift (männlicher/weiblicher Konvent) existierte, bevor es auf päpstliche Order 1599 dem Bistum Leeuwarden unterstellt wurde und als dessen Kammergut fungierte.

## Namensträger
- Daniel Johannes van Bergum war Mitglied der Kaufmannsgilde des Kreises Leeuwarden[4] (ca. 1570–1642)
- Ludwig (Lodewijck) van Bergum, Sohn Daniel Johannes (1602–1670) Brauereibesitzer u. a. „Het Harlems Wapen“ in Haarlem. Diese Brauerei wurde später von Gerard Adriaan Heineken übernommen und ging in den noch heute existenten Heineken-Brauereien auf.
- Susanna van Bergum, Enkeltochter Ludwigs, geb. 30. April 1663, heiratete Pieter Boll den Jüngeren, einen bedeutenden, reichen Kaufmann und Inhaber hoher politischer Ämter Hollands. Das Paar war so berühmt und reich, dass mehrere zeitgenössische niederländische Maler es porträtierten. Die Gemälde sind in den staatlichen Museen Hollands zu bewundern.[5]
- Johannes van Bergum, Kaufmann Niederländische Ostindien-Kompanie und Ratgeber von Wilhelm V. (Oranien), Statthalter der Niederlande.[6]